# Vier Arten meinen Vater zu beerdigen
Vier Arten meinen Vater zu beerdigen ist der dritte Roman der Schriftstellerin Liane Dirks. Das Buch thematisiert wie bereits Dirks’ ebenfalls autobiografischer Debütroman Die liebe Angst die sexualisierte Gewalt gegen Kinder. Die Erstausgabe erschien 2002 bei Kiepenheuer & Witsch.

## Inhalt
Das Buch schildert die Lebensgeschichte von Günther Dirks. Die Beschreibung seiner Kindheit und Jugend zwischen verwöhnender, aber egozentrischer Mutter, strengem und teilweise sadistischem Vater und einem Kindermädchen, das ihn in die Welt der Mythen und Exotik ihres karibischen Heimatlandes einführt, bietet einen glaubwürdigen Hintergrund für die grenzüberschreitenden und gewaltsamen Handlungen von Günther Dirks seiner späteren Familie gegenüber. Die Schilderung ist dabei immer empathisch mit dem Protagonisten, der sich dem Leser als Identifikationsfigur anbietet. Der gesellschaftliche Hintergrund, vor dem Günther Dirks aufwächst, ist das Hamburg der zwanziger und dreißiger Jahre des 20. Jahrhunderts zwischen Swing, Freikörperkultur und Ausdruckstanz auf der einen und norddeutscher Disziplin, Männerritualen und Kaufmannsehre auf der anderen Seite. Günther Dirks lernt als Jugendlicher den Beruf des Kochs, der in dem Roman für hemmungslose Sinnesfreuden und exzessiven Genuss steht. Die Karriere als Meisterkoch wird durch den Zweiten Weltkrieg unterbrochen. Günther Dirks wird in diesem Teil des Buches als wehleidiger, willensschwacher und opportunistischer junger Mann gezeigt. Nach dem Krieg muss er sich, frisch verheiratet, zunächst Geld verdienen. Die Arbeit in einer Imbissbude empfindet er als seiner nicht würdig. Es gelingt ihm schließlich über Beziehungen, Koch in einem Hotel auf Barbados zu werden. Dies stellt den Höhepunkt seiner beruflichen Karriere dar. Moralisch ist Günther Dirks in dieser Zeit auf einem Tiefpunkt; der Aufenthalt auf der Insel ist von alkoholischen Exzessen, sexueller Promiskuität und der sexualisierten Gewalt gegen Kinder geprägt. Nach seiner Rückkehr nach Deutschland fasst Günther Dirks nirgends mehr wirklich Fuß, er sucht Trost im Alkohol und in dem Machtgefühl der körperlichen Befriedigung seiner sexuellen Bedürfnisse bei Kindern. Nach einem Gefängnisaufenthalt wechselt er mehrfach das Land – sein weiterer Lebensweg bis zu seinem Tod auf Barbados wird nur angedeutet.
Diese Schilderung von Günther Dirks’ Leben ist in eine Rahmenhandlung eingebettet, in der seine Tochter Alma Dirks die Protagonistin ist. Sie erfährt durch einen Brief vom Aufenthalt des Vaters auf Barbados und dessen schwerer Krankheit. Sie beschließt ihn aufzusuchen, trifft aber erst nach seinem Tod dort ein. Von den Einheimischen erfährt sie viel Nähe und Verständnis und ihr wird geraten, sich nach den Bräuchen der Insel auf vier Arten von ihrem Vater zu verabschieden. Sie hält sich an diesen Rat, hält Wache bei dem Toten, denkt dabei über den Kreislauf von Leben und Tod nach und verstreut schließlich seine Asche im Meer. Danach kehrt sie nach Deutschland zurück, um seine Lebensgeschichte aufzuschreiben.

## Rezeption
„schnörkellos und chronistenhaft, dabei unmittelbar packend, der Reportage nah und doch ganz Roman, alles andere als ein Leidensprotokoll.“ (Volker Hage)
„ein beeindruckender Roman von hoher atmosphärischer Dichte.“ (Kristina Pfoser)
Liane Dirks wurde 2003 für den Roman mit dem Preis der LiteraTour Nord ausgezeichnet.

## Ausgaben
Neben der Erstausgabe liegt der Roman auch noch in einer Ausgabe für die Büchergilde Gutenberg vor, die ebenfalls 2002 erschien, sowie seit 2004 als Taschenbuchausgabe bei btb. Des Weiteren wurde der Roman 2003 als Hörbuch bei Random House Audio veröffentlicht.